# Karel Mareš (skladatel)
Karel Mareš (2. srpna 1927 Mladá Boleslav – 11. listopadu 2011 Praha) byl český hudební skladatel, hudební aranžér, scenárista, divadelní a televizní režisér, klavírista, korepetitor, písňový textař, příležitostný herec, divadelní organizátor a manažer. Autor písně Hvězda na vrbě.

## Život
Jeho jméno je spojeno s uměleckým počátky celé řady známých uměleckých souborů i jednotlivců, mimo jiné např. se skupinou Olympic, dále pak s Divadlem Semafor, Evou Olmerovou, Yvonne Přenosilovou či Karlem Gottem a mnoha dalšími hvězdami z někdejšího Semaforu. Jednalo se tehdy o nenápadného mladého muže stojícího v pozadí, jenž měl, podobně jako autorská dvojice Jiří Suchý a Jiří Šlitr, značný vliv na celkový vývoj československé populární hudby v první polovině 60. let 20. století.
Byl známým a úspěšným autorem filmové, televizní a scénické hudby. Hudbu složil asi ke 40 českým filmům a v několika českých hraných filmech si zahrál i drobné či epizodní herecké role. Za svůj život složil zhruba 300 písní, některé z nich jsou známé dodnes.
Hrál jednu z hlavních rolí ve filmu Hlídač režiséra Ivana Renče z roku 1970.
Zemřel 11. listopadu 2011.

## Výběr nejznámějších hitů
- Jsi jako dlouhý most (Eva Olmerová, text Rostislav Černý)
- Hvězda na vrbě (Pavel Šváb a Bohumil Starka, text Jiří Štaidl)
- Oliver Twist (Eva Pilarová, Waldemar Matuška a Karel Štědrý, text Rostislav Černý)
- Lastura (Jiří Grossmann, text Jiří Grossmann a Rostislav Černý)
- Tam za vodou v rákosí (duet Waldemara Matušky a Evy Pilarové, text Jiří Štaidl)
- U Kokořína (Milan Chladil a Jaromír Mayer, text Václav Fišer)

## Zajímavost
- Ve filmové písničce Řada koní Jiřího Šlitra Karel Mareš hraje muže od kolotoče, který honí právě Jiřího Šlitra.